# Matthew Kadalikattil
Matthew Kadalikattil, né le 25 avril 1872 à Edappady en Inde, mort à Palai (en) le 23 mai 1935, est un prêtre catholique indien de l'Église catholique syro-malabare, fondateur des sœurs de la congrégation du Sacré-Cœur et reconnu vénérable le 27 juin 2011 par le pape Benoît XVI.

## Biographie
Matthew Kadalikattil naît à Edappady près de Palai dans le Kerala, en Inde le 25 avril 1872. Il est le fils du catholique Thomaschristen Zacharias Kadalikattil et de Rosa Kadalikattil. Très tôt, il se sent appelé à la prêtrise. Il reçoit l'enseignement d'un prêtre dans la langue liturgique, le syriaque. Ne sachant comment poursuivre ses études, il se présente à Mgr Charles Lavigne, vicaire apostolique de Changanacherry. Celui-ci juge sa demande légitime et l'admet au séminaire des Carmélites de Marie Immaculée.
Il est ordonné prêtre catholique le 11 février 1901 par Mgr Mathew Makil, successeur de Charles Lavigne. Matthew Kadalikattil devient ainsi prêtre diocésain du vicariat et plus tard diocèse de Changanacherry, de l'Église catholique syro-malabare.
Il œuvre pendant deux ans comme aumônier et vicaire dans sa ville natale, Saint-Thomas, à Palai. En 1903, il reçoit la paroisse de Sacré-Cœur à Karoor. Le père Kadalikattil y devient un fervent du Sacré-Cœur. Il fait reconstruire l'église et consacre toutes les familles et maisons de ses fidèles au Sacré-Cœur de Jésus. En 1906, il est transféré à l'église St. Mary, à Palai-Lalam, à côté de l'église St. Thomas, la deuxième église catholique de la ville. 
Le P. Kadalikattil est connu à Palai comme un bon prédicateur et confesseur compatissant, ainsi que comme un « père des pauvres », dont il se soucie beaucoup, avec une attention particulière pour les intouchables. 

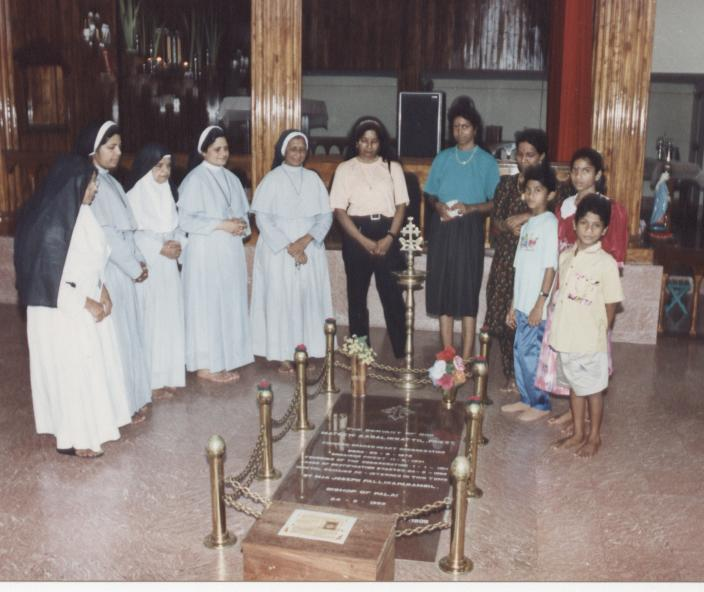
Religieuses de sa congrégation à gauche de sa tombe, à Palai.

En 1910, il revient comme membre du clergé de la paroisse à l'église St. Thomas de Palai, sa paroisse d'origine, où il avait passé les premières années de son sacerdoce. Il prend toujours souci des pauvres, mais n'est bientôt plus en mesure de faire face seul au service des pauvres et des malades et recherche des aides. Il trouve des femmes désireuses de le faire et fonde avec elles une congrégation religieuse en 1911, qui est spirituellement alignée sur la dévotion au Sacré-Cœur de Jésus. L'ordre qu'il crée prend le nom de « Sœurs du Cœur de Jésus ». Il bénit leur premier établissement le 1er janvier 1911,.
À partir de 1914, il travaille dans diverses églises de la ville. De 1922 jusqu'à sa mort, il est vicaire d'une nouvelle paroisse, Palai-Kannadiurumpu, et supérieur de l'ordre de ses sœurs. Il meurt le 23 mai 1935 à Palai. Il est enterré provisoirement le lendemain 24 mai dans la vieille église Saint-Thomas, à Palai.

## Reconnaissance
Le fondateur de la congrégation est connu et vénéré à Palai comme « apôtre du Sacré-Cœur » et « père des pauvres ». Deux ans après sa mort, son corps est transféré dans la nouvelle chapelle de la maison mère de sa congrégation religieuse, juste à l'extérieur de Palai. Sa tombe devient un lieu de pèlerinage.
Les religieuses de son ordre se multiplient et se répandent dans divers pays. L'ordre qu'il a fondé devient un des plus importants de l'Inde. Il est reconnu officiellement par l'Église le 25 juillet 1936.
En 1960, à l'occasion du 25e anniversaire de son décès, une première biographie est publiée sur le P. Kadalikattil, en malayalam. 
Palai est un diocèse indépendant depuis 1950. La procédure pour l'éventuelle béatification de Matthew Kadalikattil est ouverte au niveau diocésain le 14 mai 1988 par Mgr Joseph Pallikaparampil, évêque de Palai. Le dossier est ensuite transmis à Rome. L'héroïcité de ses vertus est reconnue le 27 juin 2011 par le pape Benoît XVI. Matthew Kadalikattil est ainsi proclamé « vénérable ».